# Christoph Heusgen

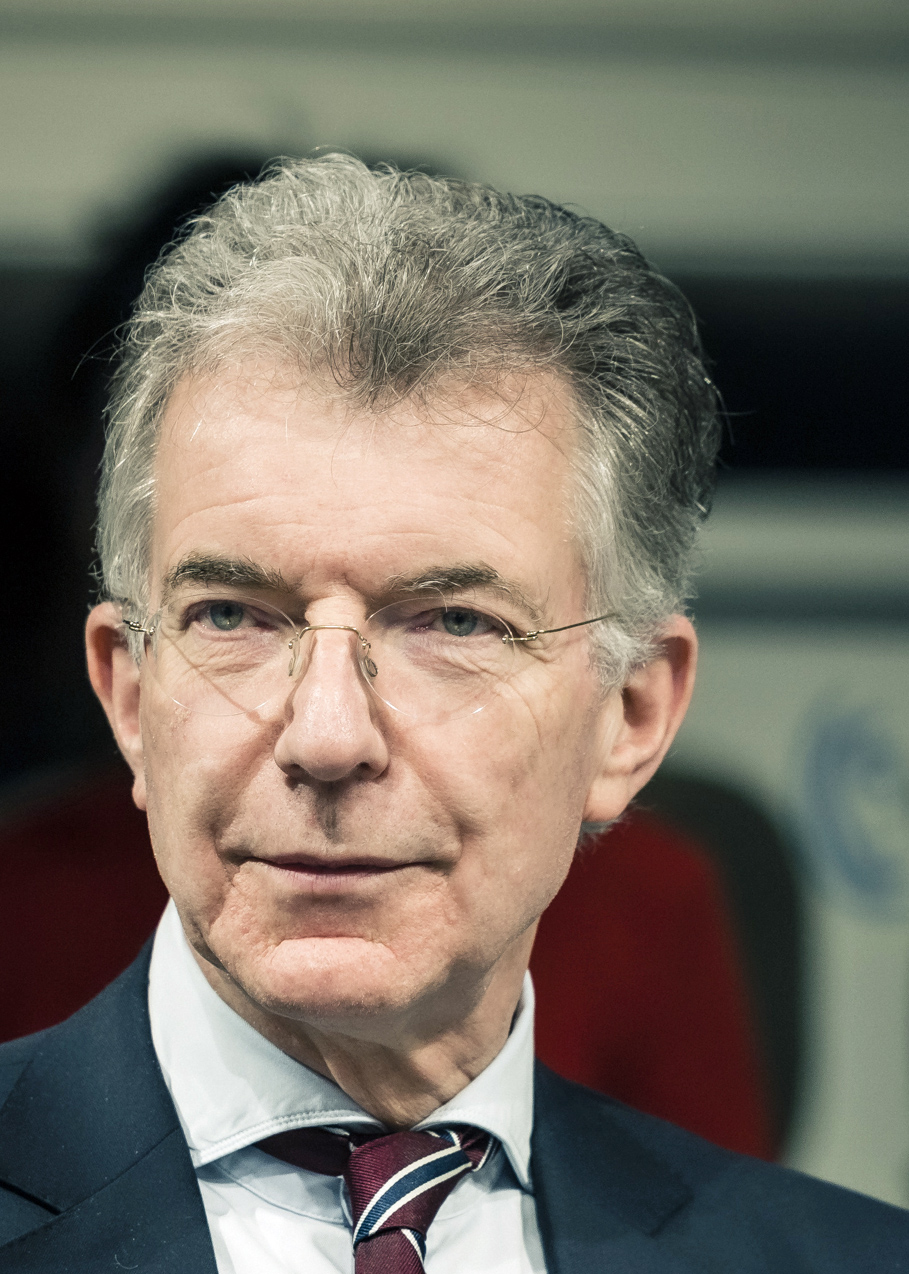
Christoph Heusgen als Vorsitzender der Münchner Sicherheitskonferenz (2023)

Christoph Heusgen (* 17. März 1955 in Düsseldorf-Heerdt) ist ein deutscher politischer Beamter und Diplomat. Er war ab 2005 außen- und sicherheitspolitischer Berater von Bundeskanzlerin Angela Merkel und von 2017 bis 2021 Ständiger Vertreter der Bundesrepublik Deutschland bei den Vereinten Nationen. Von 2022 bis 2025 leitete er die Münchner Sicherheitskonferenz.

## Leben
Heusgen wuchs in Neuss auf, wo seine Eltern eine Apotheke führten. Nach dem Abitur am Quirinus-Gymnasium Neuss 1973 studierte er bis 1977 Wirtschaftswissenschaften an der Universität St. Gallen sowie der Georgia Southern University in Statesboro. Dort freundete er sich mit George W. Bush an und übernachtete in dessen Kinderzimmer auf der Ranch der späteren Präsidentenfamilie. Bis 1980 absolvierte er ein Postgraduierten-Studium in St. Gallen und an der Sorbonne in Paris. 1980 promovierte er in St. Gallen zum Thema „Ludwig Erhards Lehre von der sozialen Marktwirtschaft. Ursprünge, Kerngehalt, Wandlungen“. Heusgen ist Mitglied der CDU und war zwölf Jahre lang der außen- und sicherheitspolitische Berater der deutschen Bundeskanzlerin Angela Merkel, als deren enger Vertrauter er gilt. Von 2017 bis 2021 war er deutscher UN-Botschafter in New York.
Heusgen ist verheiratet und Vater von fünf Kindern. Im Jahr 2023/24 war er Schützenkönig vom Neusser Bürger Schützenfest.

## Laufbahn
1980 trat er in den Auswärtigen Dienst in der damaligen Bundeshauptstadt Bonn ein. 1983 bis 1986 hatte er eine Position im Generalkonsulat Chicago, in der Verantwortung für Wirtschaft und Presse. 1986 bis 1988 war er in der Botschaft von Paris stationiert. Im Auswärtigen Amt in Bonn war er 1988 bis 1990 persönlicher Referent des Koordinators für die deutsch-französische Zusammenarbeit Rainer Barzel (CDU) und 1990 bis 1993 Referent und stellvertretender Referatsleiter im EU-Grundsatzreferat. 1993 bis 1997 arbeitete Heusgen unter Thomas Matussek als stellvertretender Leiter im Ministerbüro von Außenminister Klaus Kinkel (FDP), danach war er als Ministerialdirigent Leiter der Unterabteilung Europa. Von 1999 bis 2005 war Heusgen im Generalsekretariat des Rates der Europäischen Union in Brüssel Büroleiter und Leiter des Politischen Stabs von Javier Solana, damals Hoher Vertreter für die Gemeinsame Außen- und Sicherheitspolitik der EU.
Ab November 2005 leitete er als Nachfolger von Bernd Mützelburg im Amt eines Ministerialdirektors die für Außenpolitik im Bundeskanzleramt zuständige Abteilung 2 und war damit der außen- und sicherheitspolitische Berater von Bundeskanzlerin Angela Merkel (CDU). Im Juli 2017 wurde Heusgen Nachfolger von Harald Braun als Ständiger Vertreter der Bundesrepublik Deutschland bei den Vereinten Nationen. Neuer außenpolitischer Berater Merkels wurde nach der Bundestagswahl 2017 der Jurist Jan Hecker. Im April 2019 und im Juli 2020 leitete Heusgen turnusgemäß die Sitzungen des UN-Sicherheitsrats als Präsident.
Am 30. Juni 2021 schied Heusgen aus dem Auswärtigen Dienst aus. Er ist seit 2020 Honorarprofessor an der Universität St. Gallen und wurde im Dezember 2021 zum Nachfolger von Wolfgang Ischinger als Vorsitzender der Münchner Sicherheitskonferenz gewählt. Seine Nachfolgerin als Ständige Vertreterin der Bundesrepublik Deutschland bei den Vereinten Nationen wurde im September 2021 Antje Leendertse. Nach der Münchner Sicherheitskonferenz im Februar 2025 trat Heusgen als deren Vorsitzender ab.
Seit März 2025 ist Heusgen als Berater beim Beratungsunternehmen FGS Global tätig.

## Erklärungen seit dem Beginn des russischen Überfalls auf die Ukraine
Zum Jahresende 2022 – 10 Monate nach dem Beginn des Angriffs Russlands auf die Ukraine – erklärte Heusgen die Entscheidung der Regierung Merkel III 2015 (während seiner Zeit als Berater) für den Bau von Nord Stream 2 rückblickend betrachtet als falsch. Die schwarz-rote Regierung Merkel III wollte damals nach der Nuklearkatastrophe von Fukushima (2011) in Deutschland Atomenergie reduzieren bzw. den 2011 beschlossenen schrittweisen Atomausstieg in die Tat umsetzen; mit Erdgas aus Russland erschien das rasch und relativ kostengünstig möglich. Konrad Schuller (Frankfurter Allgemeinen Zeitung) zitierte Heusgen damit, man habe sich „Blößen gegeben, wo man im Nachhinein sagen kann: Wie konnte das passieren?“
Heusgen forderte Ende 2022 die Lieferung deutscher Leopard-Kampfpanzer an die Ukraine.
Im Mai 2023 schlug Heusgen vor, für den Fall einer künftigen Friedenslösung in der Ukraine westliche Truppen als Garantiemacht auf ukrainischem Boden zu stationieren.
Heusgen prognostizierte im Juli 2024, die Umstellung der russischen Wirtschaft auf eine Kriegswirtschaft werde in Russland „volkswirtschaftlich verheerende“ Probleme verursachen. Putin werde auf Dauer große wirtschaftliche Schwierigkeiten bekommen. Heusgen forderte mehr Druck der USA, der EU und der NATO auf Staaten wie VR China, Indien und die Türkei, die weiterhin mit Russland Geschäfte machen.

Heusgen sagte, Putin glaube nur, „dass er einen längeren Atem hat als wir. Wir müssen beweisen, dass er falsch liegt“. Das habe die NATO im Kalten Krieg geschafft. Er fragte rhetorisch: „Wieso glauben wir, dass wir das jetzt nicht schaffen können?“

## Erklärungen zum internationalen Haftbefehl gegen Israels Regierungschef Benjamin Netanjahu
Er forderte von Deutschland die Umsetzung des internationalen Haftbefehls gegen Benjamin Netanjahu. „Es ist wichtig, dass wir als Deutsche internationales Recht umsetzen – unbesehen der Person. Denn auch das gehört zur deutschen Staatsräson.“ Da Deutschland zu den Gründern des Internationalen Strafgerichtshofs gehört und dass „das internationale Recht an alle den gleichen Maßstab anlege.“

## Auszeichnungen
- 2006: Großes Goldenes Ehrenzeichen für Verdienste um die Republik Österreich[21]
- 2009: Großoffizier des portugiesischen Verdienstordens
- 2015: Ehrenkreuz der Bundeswehr in Gold[22]

## Kritik
Im November 2017 berichtete Der Spiegel, Heusgen habe in einer E-Mail an Maria Luiza Ribeiro Viotti, die Kabinettschefin des UN-Generalsekretärs António Guterres, um eine Stelle auf der Gehaltsstufe P5 (mindestens 107.459 Dollar brutto und 56.000 Dollar netto New-York-Zuschlag) für seine Ehefrau in dessen Büro gebeten. Dabei habe er darauf hingewiesen, dass Deutschland einen großen Beitrag zur UN leiste. Als Stärken seiner Frau habe er in der E-Mail angegeben, dass diese „einen direkten Draht zum Kanzleramt und zum Büro des Außenministers (und zu Deutschlands künftigem Botschafter bei der UN, der die Ambition hat, 2019/2020 im Sicherheitsrat zu sitzen)“ habe. Der Spiegel wertete dies als eine Verletzung der Grenze des Anstands. Ina Heusgen arbeitet seit August 2017 als Referentin in der Hauptabteilung Friedenssicherungseinsätze. Das Auswärtige Amt bezeichnete sie gegenüber dem Spiegel als „hochqualifiziert“ und die optimale Besetzung für den Posten.
Heusgen wurde 2019 vom Simon Wiesenthal Center  auf Platz 7 in die Liste der „10 schlimmsten Vorfälle von antisemitischem Verhalten“ gesetzt. Vorgeworfen wurde ihm ein einseitiges antiisraelisches Abstimmungsverhalten als Vertreter Deutschlands bei der UNO sowie eine Rede, in der er Raketen der radikalislamischen Hamas auf Israel mit den israelischen Bulldozern verglich, die geräumte palästinensische Häuser zerstören. Deutschland hatte bei acht Resolutionen siebenmal gegen Israel abgestimmt. Die Bundesregierung nahm Heusgen gegen die Kritik in Schutz: „Unseren Botschafter bei den Vereinten Nationen Heusgen mit Antisemitismus in Verbindung zu bringen, ist abwegig“, sagte der stellvertretende Sprecher des Auswärtigen Amts, Rainer Breul, ausdrücklich im Namen von Außenminister Heiko Maas und der gesamten Bundesregierung Merkel III. Botschafter Heusgen sei ein hervorragender Diplomat, der der Sicherheit und historischen Verbundenheit zu Israel genauso verpflichtet sei wie die Bundesrepublik Deutschland. Heusgen vertrete bei sämtlichen Abstimmungen die Haltung der Bundesregierung und handele auf Weisung aus Berlin.
Auch der damalige israelische Botschafter in Deutschland, Jeremy Issacharoff, nahm Heusgen gegen Antisemitismus-Vorwürfe in Schutz; er sagte: „Wir mögen manchmal Differenzen in politischen Fragen haben. Aber das heißt nicht, dass jemand antisemitisch ist, wenn er nicht mit uns einer Meinung ist“. Die politischen Differenzen zwischen Deutschland und Israel dürften nicht auf der persönlichen Ebene ausgetragen werden; man müsse die Themen weiter inhaltlich diskutieren. Solche „wirklich völlig unangebrachten Vorwürfe“ würden die Diskussion nur erschweren.
Jason Greenblatt, Trumps Sondergesandter für internationale Verhandlungen, kritisierte in der Welt insbesondere Heusgens Bemerkung anlässlich einer Stimm-Enthaltung bei einer Nahost-Resolution der USA, Deutschland glaube im Gegensatz zu den USA „nicht an das Recht des Stärkeren“.
Nach dem Terrorangriff der Hamas auf Israel 2023 geriet Heusgen erneut in die Kritik, als er sich im ZDF heute-journal gegen einen israelischen Einmarsch im Gazastreifen aussprach und von einer „Hamas-Aktion“ sprach. Der israelische Botschafter in Deutschland, Ron Prosor, bezeichnete diese Äußerungen als „ungeheuerlich“. Heusgens Umschreibung des „bestialischen Terrorangriffs der Hamas“ als eine „Hamas-Aktion“ sei verharmlosend und kaltherzig, auch habe er diese mit keinem Wort verurteilt. Israel brauche keine Belehrungen von „Besserwissern wie Herrn Heusgen“, der sich schämen solle. Laut Prosor stellten sich „große Fragen“ an Heusgens Fähigkeit, die Münchner Sicherheitskonferenz zu führen. In anderen Interviews verurteilte Heusgen den Angriff der Hamas scharf und rief zur Solidarität mit Israel sowie militärischer Unterstützung auf.

## Schriften (Auswahl)
- Führung und Verantwortung. Angela Merkels Außenpolitik und Deutschlands künftige Rolle in der Welt. Siedler Verlag, München 2023, ISBN 978-3-8275-0169-1.